# 伊比亚苏塞
伊比亚苏塞（葡萄牙語：Ibiassucê）是巴西巴伊亚州的一个市镇。总面积382.472平方公里，总人口9446人，人口密度24.7人/平方公里。